# مایکل بیسپینگ
مایکل بیسپینگ (‎/ˈbɪspɪŋ/‎BIS-ping; متولد ۲۸ فوریه ۱۹۷۹) ورزشکار انگلیسی رشته هنرهای رزمی ترکیبی می‌باشد. او اولین انگلیسی می‌باشد که قهرمانی UFC 199 را به دست می‌آورد.
از جمله فیلم های معروف او می توان به بازی در تریپل اکس: بازگشت زندر کیج اشاره کرد.